# 梅家坞村
梅家坞村是中国浙江省杭州市西湖区西湖街道所辖的一个村，位于西湖风景区内。梅家坞村处梅灵隧道以南，沿着梅灵路两侧。梅家坞人口约1.2千人。该村有六百多年历史。是西湖龙井茶主产地之一，为龙井茶一级保护区。梅家坞观光景点有周总理纪念室、乾隆遗迹、古树观赏等。
2013年该村共有540户茶农。

## 地名由来
「坞」在北部吴语和徽语中指山间的平地，如花坞、云栖坞，类似于北方官话中的「沟」「川」。